# Parlement du Sri Lanka
17e législature (en)
Bâtiment du Parlement (en)
Le Parlement du Sri Lanka (en singhalais : ශ්රී ලංකා පාර්ලිමේන්තුව romanisé : Sri Lankavay Parlimentuwa ; en tamoul : இலங்கை பாராளுமன்றம் romanisé : IlaṅKai nāṭāḷumaṉṟam) est le parlement monocaméral du Sri Lanka, siège du pouvoir législatif du pays. Les membres sont élus pour un mandat de cinq ans par un scrutin proportionnel plurinominal au suffrage universel. Le parlement a le pouvoir de faire toutes les lois. Le fonctionnement est inspiré du Parlement du Royaume-Uni.

## Pouvoir
Le Président du Parlement ou, en son absence, le vice-président et les présidents des comités ou les vice-présidents des comités, préside le Parlement.
Le président du Sri Lanka a le pouvoir de convoquer, suspendre, proroger ou mettre fin à une session législative et de dissoudre le Parlement.

## Système électoral
Le Parlement du Sri Lanka est doté de 225 sièges pourvus pour six ans au scrutin proportionnel plurinominal avec listes ouvertes. Sur ce total, 196 sièges sont répartis dans 22 circonscriptions électorales de 4 à 20 sièges chacune en fonction de leur population, avec un minimum de 4 sièges pour chacune des 9 Provinces du Sri Lanka. Un seuil électoral de 12,5 % des suffrages exprimés s'applique dans ces circonscriptions : seuls les partis ayant dépassé ce seuil peuvent recevoir des sièges. Les 29 sièges restants sont quant à eux pourvus dans une unique circonscription nationale et répartis entre les partis en proportion de l'ensemble de leurs suffrages réunis dans les 22 circonscriptions.
Les électeurs ont également la possibilité d'effectuer jusqu'à trois votes préférentiels pour des candidats de la liste choisie afin de faire monter leurs places dans celle-ci.

## Système politique
Le Sri Lanka étant une ancienne colonie britannique et un ancien dominion du Commonwealth, le pays pratique le système de Westminster, qui s'appuie fortement sur le bipartisme, avec un parti vainqueur dont le chef devient le nouveau Premier ministre, et un chef de l'opposition désigné par le principal parti de l'opposition. Comme le mode de scrutin proportionnel rend très difficile pour un parti politique d'obtenir seul la majorité parlementaire, le pays fonctionne avec des alliances de partis.